# Verantwortung Erde

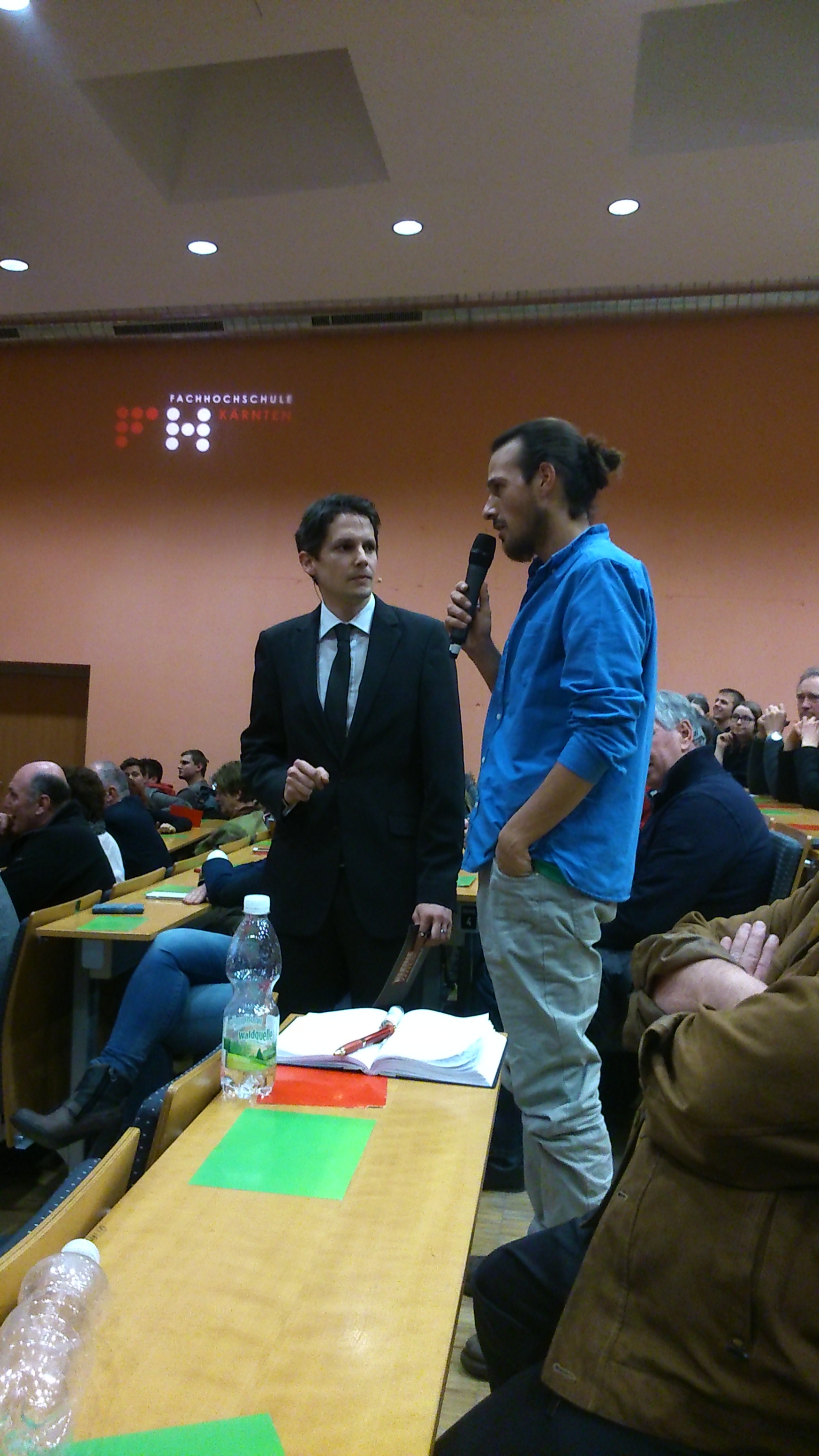
Bewegungssprecher Sascha Jabali im Interview mit Chefredaktionsjournalist Thomas Cik der Kleinen Zeitung (Februar 2015)

Verantwortung Erde (Eigenschreibweise Verantwortung ERDE) ist eine Bürgerliste aus Kärnten, die auch unter dem Namen ERDE auftritt. Sie vertritt Positionen für Alternativen zum Wirtschaftswachstum und der Ausbeutung von Mensch und Natur. Bei der Landtagswahl in Kärnten 2018 erreichte sie 1,85 % der Stimmen.

## Wahlergebnisse

### Landesebene
Die Bürgerliste wurde von Sascha Jabali gegründet, der vorher Mitglied von Bündnis Zukunft Österreich (BZÖ) war. Die Gruppierung trat 2018 bei der Landtagswahl in Kärnten an, nachdem sie die nötigen 100 Unterschriften in je vier Wahlkreisen gesammelt hatte. Sie erhielt 1,85 % der Stimmen und schaffte es somit aufgrund der Sperrklausel nicht in den Landtag, darf aber im neu geschaffenen Landesausschuss für BürgerInnenbeteiligung, direkte Demokratie und Petitionen Ideen einbringen. An der Landtagswahl in Kärnten 2023 nahm Verantwortung Erde nicht teil.

### Gemeindeebene

#### Kärnten
2015 war die Bewegung im Gemeinderat der Stadt Villach mit einem Sitz vertreten. Diesen hatte Sascha Jabali-Adeh inne, ein Jahr davon (2018 bis 2019) René Kopeinig.
Seit der Gemeinderatswahl 2021 war ERDE in Villach nun mit 5 Sitzen – davon 1 Stadtrat (Gerald Dobernig) – und 1 Sitz im Bad Bleiberger Gemeinderat, den Sepp Götz innehat, vertreten. 2023 trat Dobering aus familiären Gründen zurück, ist aber weiter Klubobmann tätig. Als Stadtrat folgte ihm Jabali-Adeh.

#### Steiermark
Am 26. September 2021 trat die ERDE bei der Gemeinderatswahl in Graz an, erreichte  0,36 % der Stimmen und verfehlte damit dort den Einzug in den Gemeinderat.